# Mitsubishi 380
Mitsubishi 380 – samochód osobowy klasy średniej produkowany przez japońską firmę Mitsubishi z przeznaczeniem na rynek australijski w latach 2005–2008. Dostępny jako 4-drzwiowy sedan. Następca modelu Magna. Do napędu używano silnika V6 o pojemności 3,8 litra. Moc przenoszona była na oś przednią poprzez 5-biegową manualną lub automatyczną skrzynię biegów.

## Dane techniczne

### Silnik
- V6 3,8 l (3828 cm³), 4 zawory na cylinder, SOHC
- Układ zasilania: wtrysk
- Średnica cylindra × skok tłoka: 95,00 mm × 90,00 mm
- Stopień sprężania: 10,0:1
- Moc maksymalna: 238 KM (175 kW) przy 5250 obr./min
- Maksymalny moment obrotowy: 343 N•m przy 4000 obr./min

### Osiągi
- Przyspieszenie 0-100 km/h: 7,6 s
- Prędkość maksymalna: b/d

## Galeria

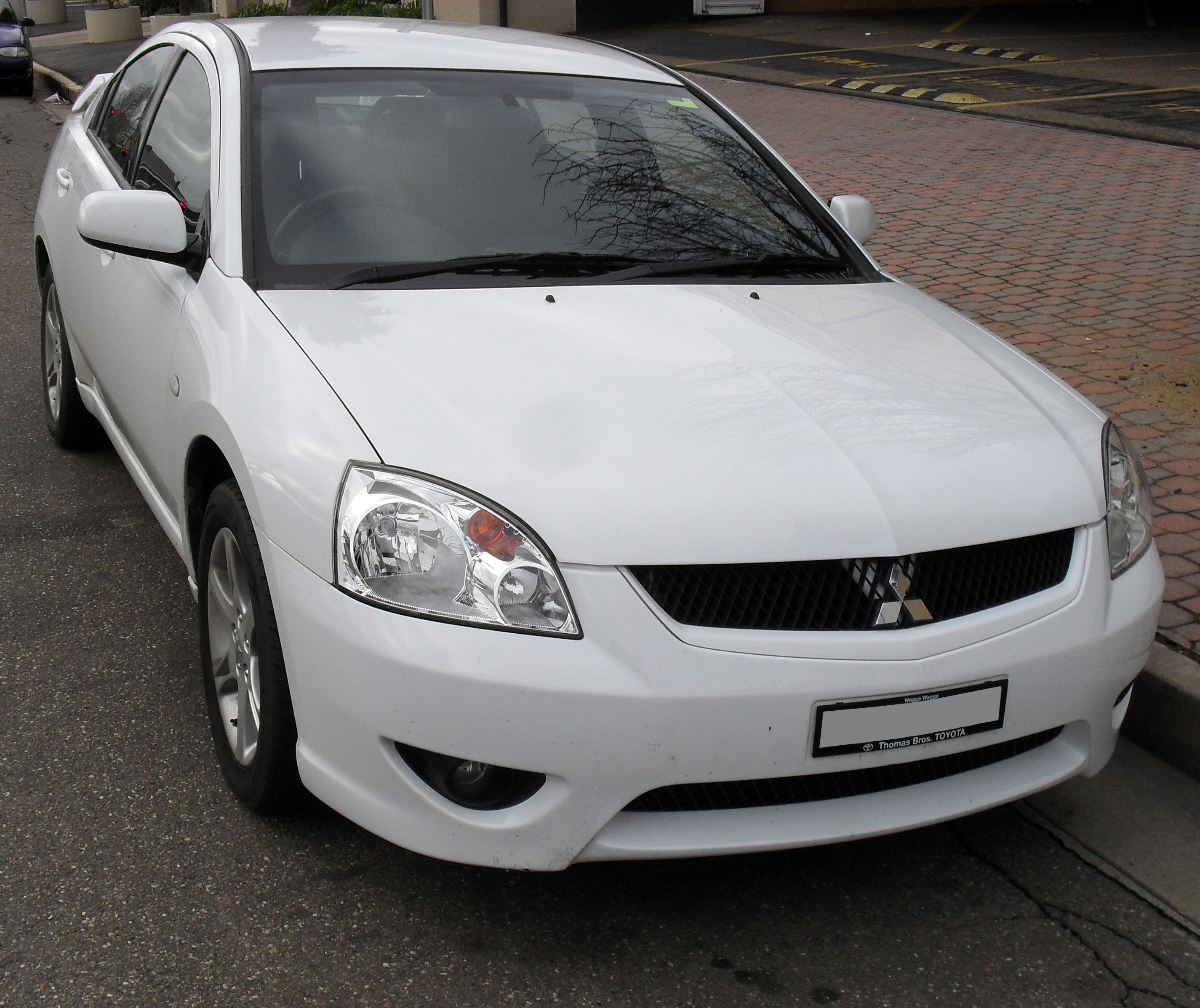
380 SX
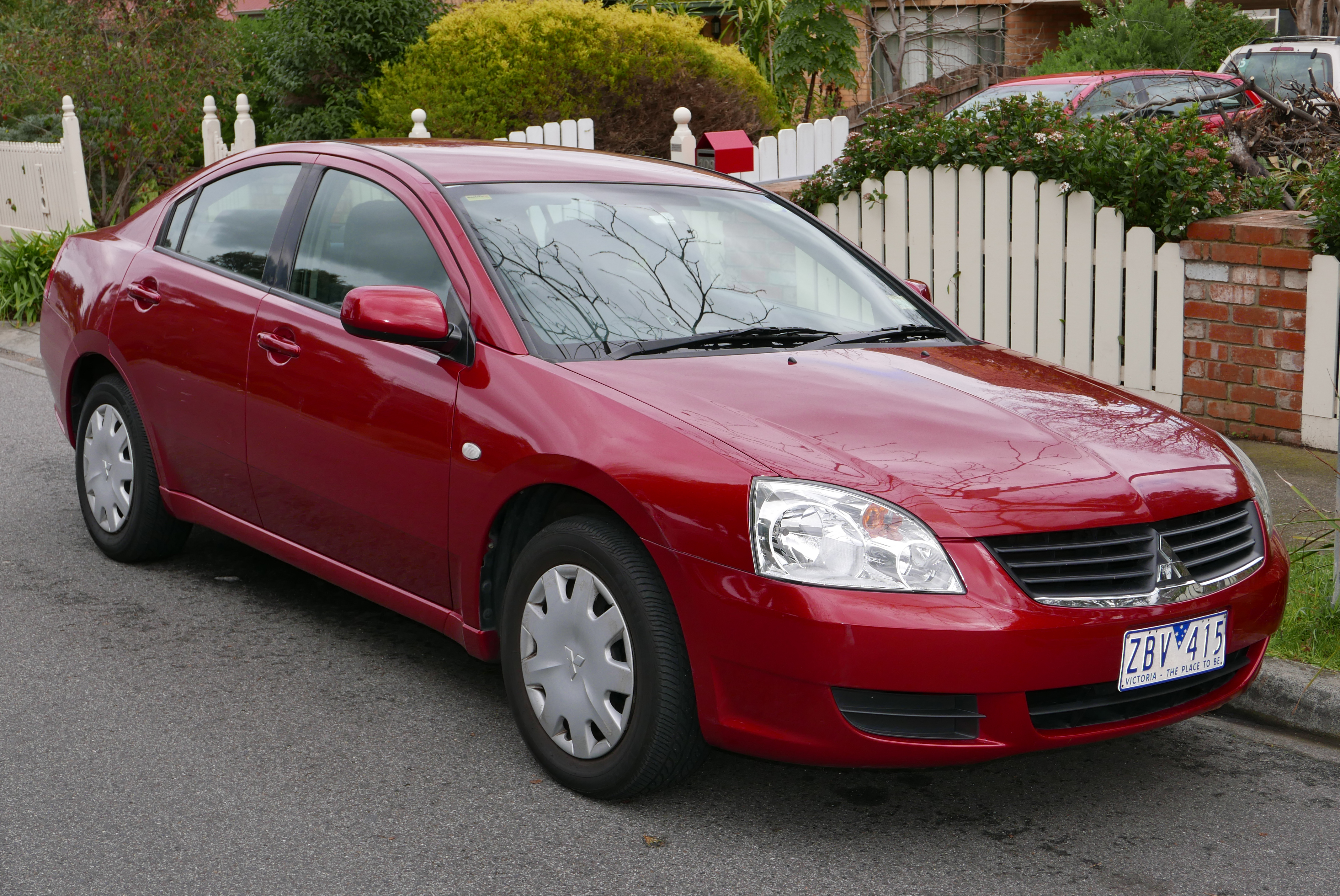
380
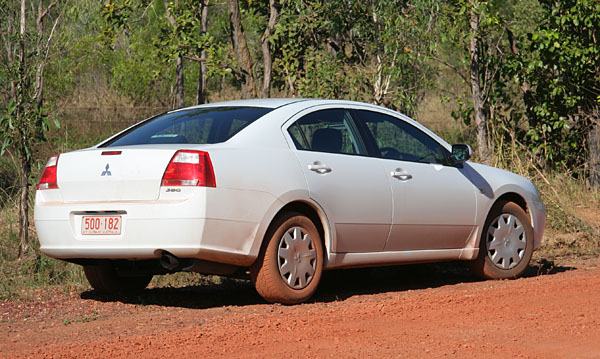
380
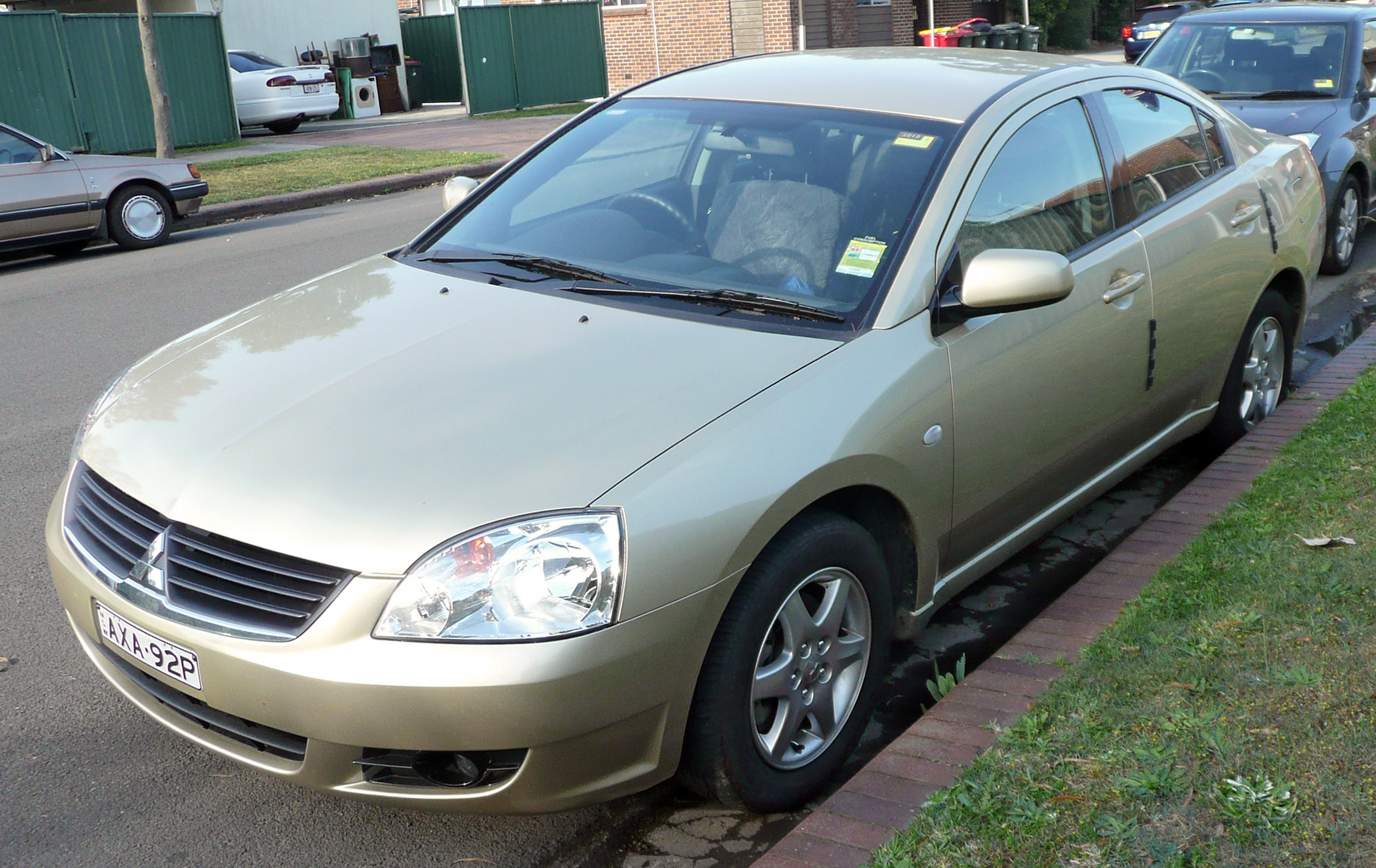
380